# Kenkichi Iwasawa
Kenkichi Iwasawa (japonès: 岩澤健吉)  (Kiryū, 11 de setembre de 1917 - Tòquio, 26 d'octubre de 1998) va ser un matemàtic japonès que va fer la seva vida acadèmica als Estats Units.
Iwasawa va ser escolaritzat a la seva vila natal de Shinjuku-mura, prop de la ciutat de Kiryū a la prefectura de Gunma, però va fer els estudis secundaris a Tòquio. Va estudiar matemàtiques a la universitat de Tòquio en la qual es va graduar el 1940 i doctorar el 1945, sota la tutela dels professors Shokichi Iyanaga i Joitxi Suetsuna. Després d'un període de malaltia greu (una pleuresia), el 1947 va començar la docència a la universitat de Tòquio. El 1950 va acceptar una invitació de l'Institut d'Estudis Avançats de Princeton, en el qual va romandre dos anys, però es va quedar als Estats Units per ser professor de l'Institut de Tecnologia de Massachusetts (1952-1967) i, a continuació, de la universitat de Princeton, en la qual es va retirar el 1986, per retornar a Tòquio, on va continuar participant en el seminari de teoria de nombres.
A més de cinc llibres i monografies, Iwasawa va publicar seixanta-sis articles científics, que es van reunir en les seves Obres Escollides que es van publicar el 2001. Els seus camps de treball van ser, principalment, la teoria de nombres i la teoria de grups. La seva aportació més important va ser un mètode de geometria algebraica, avui anomenat teoria d'Iwasawa.